# 키안케
키안케(이탈리아어: Chianche)는 이탈리아 캄파니아주 아벨리노도의 코무네다.